# 霍普维尔历史文化国家公园
霍普韦尔文化国家历史公园（英語：Hopewell Culture National Historical Park）是一座美国国家历史公园，拥有霍普韦尔文化的土方工程和墓葬，霍普韦尔文化是北美土著的繁荣时期，大约在公元前200年至公元500年。该公园由俄亥俄州罗斯县向公众开放的四个独立地点组成，其中包括前芒德城市群国家纪念碑。该公园包含霍普韦尔文化的考古资源。它由美国内政部国家公园管理局管理。
2008年，内政部将霍普韦尔文化国家历史公园纳入霍普韦尔仪式土方工程的一部分，这是美国提名联合国教科文组织世界遗产的14个暂定名单之一。联合国教科文组织于2023年9月19日将霍普韦尔仪式土方工程列入世界遗产名录，其中包括公园和相关遗址。